# Juan Díaz de Coca
Juan Díaz de Coca (Burgos, ? - Roma, 12 de marzo de 1477) fue un sacerdote español. 

## Biografía
Hijo de Gonzalo Díaz de Covarrubias y de Isabel González de Cisneros, y criado en la familia del obispo de Burgos Alonso de Cartagena.  
Fue deán de la catedral de Burgos, y auditor del Tribunal de la Rota romana, del que llegó a ser decano.  

### Episcopado
Fue nombrado obispo de Oviedo en 1468 y de Calahorra en 1470, aunque nunca viajó a ninguna de estas diócesis, residiendo en Roma hasta su muerte. 
Durante su pontificado en Oviedo fue proclamada la infanta  Isabel como Princesa de Asturias, hermana de  Enrique IV, y que posteriormente se llamó  Isabel la Católica.

## Sucesión
| Predecesor: Rodrigo Sánchez de Arévalo | Obispo de Oviedo 1468–1470    | Sucesor: Alonso de Palenzuela |
| Predecesor: Rodrigo Sánchez de Arévalo | Obispo de Calahorra 1470–1477 | Sucesor: Pedro de Aranda      |